# John Abercrombie (agronome)
Pour les articles homonymes, voir John Abercrombie et Abercrombie.
John Abercrombie est un agronome et un horticulteur écossais, né en 1726 à Édimbourg et mort en 1806.
Il joue un rôle important dans la rénovation des techniques de jardinage. Son ouvrage principal, Every Man His Own Gardener, paraît en 1767.